# Ralf Hütter
Ralf Hütter (Krefeld, 20 de agosto de 1946) é um músico alemão e fundador do grupo musical Kraftwerk, pioneiro da música eletrônica. Fundou este grupo juntamente com Florian Schneider em 1970.

## História
Juntamente com o estudante de arquitetura e músico de jazz ocasional Florian Schneider, em  1968 Hütter fundou o grupo Organisation para estudar conceitos musicais e em seguida, o grupo de música eletrônica Kraftwerk. Mais tarde, mudou seu sobrenome de Schallplattencovern para Hütter, para uma melhor assimilação no mercado internacional.
Além de músico, Hütter, assim como Florian Schneider, é fanático por ciclismo:
| “ | (O ciclismo) ...é uma representação do homem e da máquina em harmonia. Guiando a bicicleta você deve utilizar o corpo, a inteligência, a técnica. É o mesmo com a música. Você fica em harmonia com seu corpo. Para nós é como um treino perfeito quando não estamos no estúdio. | ” |

Em 1970, juntamente com Florian Schneider, Hütter fundou o Kling Klang Studio, o estúdio privado e laboratório sonoro do Kraftwerk, localizado em um salão comercial na zona industrial de Dusseldorf.